# Cantonul Le François-2
Cantonul Le François-2 este un canton din arondismentul Le Marin, Martinica, Franța.

## Comune
| Comune      | Populație (1999) | Cod poștal | Cod INSEE |
| ----------- | ---------------- | ---------- | --------- |
| Le François | 8.973 (*)        | 97240      | 97210     |